# El Carbayón
A Carbayón vagy El Carbayón egy nagy kocsányos tölgy volt a spanyolországi Oviedóban, amelyet 1879-ben kivágtak. Amíg élt, a fa a város jelképének számított, a település lakóira a hivatalos ovetense megnevezés mellett emiatt a fa miatt (és a régen körülötte növő fajtársai miatt) használják mind a mai napig a carbayón/carbayona szót is.

## Története
A mai Campo de San Franciscón régen sok nagy tölgyfa állt, de ahogy a város növekedett, ezek a fák egy kivételével mind elpusztultak, ez a megmaradt magányos fa volt az El Carbayón, amelynek neve a „tölgy” helyi elnevezéséből származik.
Ott állt, ahol ma a belvárosi Uría utca húzódik, de a városvezetés az 1870-es években, hogy a városközpont és az új vasútállomás közti közlekedést jobbá tegye, az Uría utca kiépítése mellett döntött, ez pedig a fa kivágásával kellett, hogy járjon. Amikor a terv nyilvánosságra került, heves viták és tiltakozások robbantak ki, de végül a város győzött (az önkormányzatban 14–9 volt a szavazati arány), és 1879. október 2-án az akkor 500 évesre becsült korú, 30 méter magas, 38 méteres koronakerületű, 6 méteres törzskerületű fát kivágták. Ezután 75 peseta kikiáltási árral árverésen hirdették meg, végül 192,5 pesetát fizetett érte egy vevő.

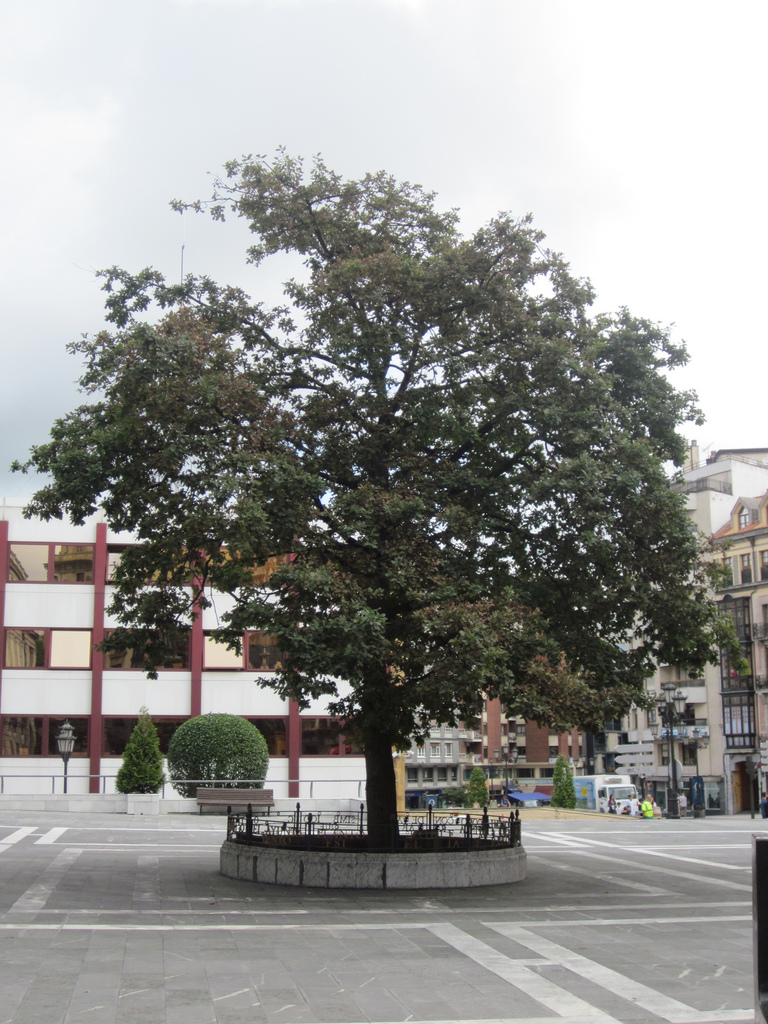
Az 1950-ben ültetett új fa

A fa emlékére alapították meg a Diario El Carbayón című napilapot, amely a 20. századig jelent meg, majd 1949-ben Paulino Vicente azt javasolta, hogy emléktáblát helyezzenek el a fa egykori helyén, Julio Vallaure és Pedro Quirós Isla pedig azt, hogy ha nem is pont az eredeti helyén, de ültessenek egy új fát a régi helyett. Így 1950. február 11-én a Teatro Campoamor színház előtti téren elültették az új tölgyet, amelyet ráccsal vettek körül, és a következő feliratot írták ki rá: „Annak a szimbolikus fának a folytatásaként, amely nekünk a carbayón címet adta, ültette ezt a tölgyet az önkormányzat az 1950. év februárjának 11. napján.”. A járdába beépített emléktábla elhelyezésére 1959 márciusában került sor, ennek felirata: „Itt állt évszázadokig a Carbayón, a város szimbolikus fája, amelyet 1879. október 2-án vágtak ki. A községi testület 1959. március 24-én határozta el ezen emléktábla elhelyezését, amely megörökíti emlékét.”.